# Shock (filme)
Shock (bra: Choque) é um filme noir estadunidense de 1946, dos gêneros suspense psicológico e mistério, dirigido por Alfred L. Werker, estrelado por Vincent Price e Lynn Bari, e coestrelado por Frank Latimore e Anabel Shaw. O roteiro de Eugene Ling e Martin Berkeley foi baseado em uma história de Albert DeMond.
A trama retrata a história de uma mulher psicologicamente perturbada que é internada em um hospital psiquiátrico pelo homem que ela testemunhou cometer um assassinato.
A ausência de renovação dos direitos autorais originais do filme resultou na sua entrada em domínio público, permitindo que praticamente qualquer pessoa pudesse duplicar e vender cópias em VHS e em DVD. Por isso, muitas das versões disponíveis no mercado são severamente editadas e/ou de qualidade extremamente ruim, já que foram duplicadas de cópias de segunda ou terceira geração do filme.

## Sinopse
Janet Stewart (Anabel Shaw) faz o registro de entrada em um hotel para encontrar seu marido Paul (Frank Latimore), que está retornando da Segunda Guerra Mundial. No entanto, ele se atrasa, e durante a espera, ela testemunha um assassinato. Profundamente abalada emocionalmente, Janet entra em estado de choque, e o médico do hotel, ao perceber sua fragilidade, chama o renomado psiquiatra Dr. Richard Cross (Vincent Price), que percebe que Janet o viu assassinar sua esposa. Para manter seu segredo seguro e evitar que ela revele o que sabe, Cross convence Paul a permitir que ele leve Janet para observação em seu hospital psiquiátrico. Lá, com a ajuda de sua amante, a enfermeira Elaine Jordan (Lynn Bari), Cross mantém a mulher medicada e confusa. Apesar das dificuldades, Janet precisa encontrar uma maneira de provar sua sanidade antes que seja tarde demais.

## Elenco
- Vincent Price como Dr. Richard Cross
- Lynn Bari como Elaine Jordan
- Frank Latimore como Tenente Paul Stewart
- Anabel Shaw como Janet Stewart
- Stephen Dunne como Dr. Stevens (creditado como Michael Dunne)[12]
- Reed Hadley como O'Neil
- Renee Carson como Sra. Hatfield
- Charles Trowbridge como Dr. Franklin Harvey

Não-creditada
- Ruth Clifford como Sra. Margaret Cross[a]

## Produção
O filme seria originalmente dirigido por Henry Hathaway.

## Recepção
Após seu lançamento, o filme gerou uma controvérsia considerável por causa de sua descrição da terapia por choque insulínico. Bosley Crowther, em sua crítica para o The New York Times, condenou o tratamento irresponsável do filme em relação à psiquiatria e psicoterapia. Com a produção vindo no rastro da Segunda Guerra Mundial, na qual diversas pessoas se encontravam em estado de choque e conseguiam se beneficiar do tratamento de suas ansiedades, ele escreveu: "Há milhares de veteranos cujas experiências durante a guerra os tornaram mais ou menos necessitados de psicoterapia ... A confiança no médico é de vital importância ... um filme como Shock gera exatamente o oposto em mentes perturbadas e suspeitas". Crowther também pediu ao "observador crítico para protestar de forma inequívoca" contra o "desserviço social" do filme em fomentar a "apreensão contra o tratamento de distúrbios nervosos", lamentando a falta de consideração para com aqueles que necessitam de tratamento, evidenciada pelo produtor Aubrey Schenck e pela 20th Century-Fox. Diversos profissionais da saúde também protestaram.
Philip K. Scheuer, para o Los Angeles Times, não se incomodou com a produção, chamando-a de "filme B nominal", cujo roteirista "Eugene Ling e o diretor Alfred Werker imbuíram ... de um suspense nível A". Jonathan Malcolm Lampley escreveu em seu livro "Women in the Horror Films of Vincent Price" que o papel dele no filme "antecipa os médicos e cientistas loucos que Price frequentemente retrataria em sua carreira posterior".
O presidente da Associação Americana de Psiquiatria afirmou que o filme era "inadequado e indesejável para ser mostrado ao público em geral, e causará muitos danos". Protestos semelhantes foram recebidos da Sociedade de Psiquiatria Clínica e da Academia de Medicina, ambas de Nova Iorque. Os censores de algumas cidades deletaram todas as referências ao tratamento por choque insulínico presentes no filme. O Dr. Manfred Sakel, que descobriu esse tipo de tratamento, viu o filme e chamou-o de "estúpida e terrivelmente prejudicial à psiquiatria".